# Jean Van Noten
Jean Van Noten (* 1. Juni 1903 in Brüssel; † Oktober 1982) war ein belgischer Künstler und Briefmarkenentwerfer.
Van Noten studierte an der Brüsseler Kunstakademie und malte Landschaften und Porträts. Er entwarf zahlreiche Briefmarken für Belgien, Belgisch-Kongo, Ruanda-Urundi, sowie deren Nachfolgestaaten Republik Kongo, Ruanda und Burundi. 
Van Noten entwarf 1952 die erste Briefmarke für den Ausgabebereich der UN mit dem Motiv des War Memorial House in San Francisco, wo die Charta der Vereinten Nationen unterzeichnet worden ist.
Seine zahlreichen Reisen nach Afrika und die Verbundenheit mit dem Kontinent ließen zahlreiche Bilder entstehen, wie z. B. Feast at Wamba (1958, 206 × 161 cm), Resurrection (1970, 210 × 150 cm) und Tarmac (1972–1973, 140 × 200 cm)
Im Jahre 1992 würdigte Belgien den Künstler mit einer eigenen Briefmarke.